# Lespesia auriceps
Lespesia auriceps là một loài ruồi trong họ Tachinidae.